# Incendie de la Résidence du Havre
L'incendie de la Résidence du Havre désigne l'incendie survenu dans la nuit du 23 janvier 2014 à la Résidence du Havre, dans la municipalité de L'Isle-Verte, au Bas-Saint-Laurent (Québec). Le sinistre, déclenché peu après minuit, a détruit la partie la plus ancienne du bâtiment, dépourvue de gicleurs, et a causé la mort de 32 personnes âgées. Il s'agit de l'un des incendies les plus meurtriers de l'histoire contemporaine du Québec. L'événement a entraîné une enquête publique, l'adoption de nouvelles exigences provinciales en matière de gicleurs et de multiples commémorations.

## Historique
La Résidence du Havre, construite en 1997 puis agrandie en 1999, compte 52 unités, dont 18 pour personnes autonomes et 34 pour personnes semi-autonomes,. Au moment du sinistre, 52 résidents y vivent, dont 27 ont plus de 85 ans et plusieurs se déplacent en fauteuil roulant ou à l'aide d'un déambulateur,. L'aile originale, en ossature de bois, n'est pas protégée par des gicleurs alors que l'annexe récente en est dotée,. Seuls deux employés sont présents la nuit, une infirmière auxiliaire et une auxiliaire familiale,.

## Chronologie des événements

### Nuit de l'incendie (23 janvier 2014)
Vers 0h22, une première alarme incendie est déclenchée à la Résidence. Une minute et demie plus tard, la centrale 911 contacte le gardien de nuit, qui demande alors l'intervention des pompiers. 
À ce moment, le feu s'est déjà propagé dans l'aile est du bâtiment, possiblement à partir de la chambre d'un résident qui aurait fumé malgré l'interdiction,. Plusieurs témoins, dont un voisin qui contacte également les services d'urgence, décrivent des flammes intenses alimentées par le vent d'est, ainsi que des cris entendus à plusieurs centaines de mètres. À 0h26, une première mobilisation est transmise à une partie des pompiers volontaires de L'Isle-Verte, suivie à 0h32 d'une alerte générale. Le directeur des pompiers, arrivé sur les lieux, demande des renforts à partir de 0h41, soit 19 minutes après la première alarme. Les services de Saint-Éloi, Saint-Paul-de-la-Croix et Saint-Arsène sont appelés en renfort, mais il faudra près de 85 minutes avant que les pompiers de Trois-Pistoles soient mobilisés à leur tour, et près de trois heures avant l'appel adressé à ceux de Cacouna, principalement pour protéger le reste du village,,. Aucun renfort n'est demandé au service incendie de Rivière-du-Loup, pourtant le plus important de la région.

### Opérations de secours et recherches de victimes
Dès 4h55, la Sûreté du Québec (SQ) confirme au moins cinq décès et une trentaine de disparus. Le 24 janvier, le bilan s'élève à 8 morts confirmés. Les 25 et 26 janvier, malgré l'arrivée d'équipements à vapeur pour dégeler les décombres, les chiffres demeurent à 10 morts et 22 disparus,. Le 27 janvier, la SQ annonce 14 décès et 18 personnes toujours manquantes. Le 31 janvier, 24 corps sont retrouvés et 8 résidents manquent encore à l'appel. Le 3 février, la police fait état de 28 morts et 4 disparus, tout en élargissant ses hypothèses à un éventuel acte criminel. 
Au terme des investigations et des identifications menées jusqu'en 2015, le bilan officiel retient 32 morts, soit la pire tragédie de ce type dans une résidence pour aînés au Québec.

### Soutien communautaire
Dans les heures qui suivent la catastrophe, la Croix-Rouge Canadienne lance une collecte de fonds et atteint rapidement 200 000 $, dépassant ensuite 300 000 $ avant la fin du mois de janvier,. Des intervenants psychosociaux demeurent présents plusieurs jours pour soutenir la population,.

## Enquêtes et procédures judiciaires
Le 26 août 2014, le gouvernement du Québec ouvre une enquête publique visant à élucider les causes de la tragédie et à formuler des recommandations. Les audiences débutent à Rivière-du-Loup le 17 novembre 2014 et entendent notamment le directeur des pompiers de l'Isle-Verte et le gardien de nuit de l'établissement. Dans son rapport rendu public le 12 février 2015, le coroner reproche au gardien l'absence de toute tentative de sauvetage et blâme le directeur du service de sécurité incendie pour avoir tardé à demander du renfort aux autres municipalités, sans toutefois identifier de cause précise au brasier, classé accidentel.
Parallèlement, les assureurs et les propriétaires de la Résidence du Havre engagent une poursuite civile de 3,8 millions de dollars contre la Municipalité le 23 juillet 2014, alléguant des « fautes lourdes et grossières » dans l'intervention initiale des pompiers. Le 14 décembre 2015, le Directeur des poursuites criminelles et pénales annonce qu'aucune accusation criminelle ne sera portée.

## Réformes réglementaires
Dès le 16 février 2015, le gouvernement du Québec rend obligatoires les gicleurs dans toutes les résidences privées pour aînés (RPA), avec un délai de cinq ans, estimant les coûts à 80 millions de dollars. Le gouvernement relève ensuite l'échéance au 2 décembre 2024, d'abord en 2019 à cause de coûts sous-estimés puis en 2022 en raison de la pandémie de COVID-19. Près de dix ans après la tragédie, environ le quart des résidences pour aînés ne disposent toujours pas de gicleurs et plusieurs centaines d'établissements ont dû fermer, incapables d'en assumer les coûts,.

## Démolition
Le 3 avril 2023, la dernière portion encore debout de la résidence du Havre, épargnée par l'incendie de janvier 2014, a été démolie après être restée à l'abandon pendant neuf ans au centre du village de L'Isle-Verte,,. Dès 7h du matin, des pelles mécaniques ont procédé à la démolition et au ramassage des débris,. Plusieurs résidents ont assisté à la scène, évoquant à la fois des souvenirs douloureux et un sentiment de soulagement devant la disparition de ce qui était devenu un rappel permanent de la tragédie ,.